# رباط كاحلي زورقي ظهري
الرباط الكاحلي الزورقي الظهري (بالإنجليزية: Dorsal talonavicular ligament)‏ هو شريط عريض ورقيق يربط بين عنق عظم الكاحل والجانب الظهري (الخلفي) للعظم زورقي وهو مغطى بأوتار باسطة.